# Ouragan-Klasse
Die Ouragan-Klasse bestand aus zwei Docklandungsschiffen, die von 1965 bis 2007 für die Französische Marine in Dienst waren. Die französische Bezeichnung war Transport de chalands de débarquement (TCD) und bedeutet übersetzt Landungsboottransporter. In der NATO waren die Schiffe als Landing Ship Dock (LSD) klassifiziert.

## Ausstattung
Kennzeichnend für die Ouragan-Klasse war das Welldeck. Es war 120 m lang, 13,2 m breit und hatte eine Fläche von 1584 m². Das Dock konnte entweder zwei LCT vom Typ EDIC/CDIC, acht LCM, ein LCT und vier LCM oder andere Boote und Kähne, alle jeweils voll beladen, aufnehmen.
Über dem Welldeck befand sich ein mobiles und 36 Meter langes Hubschrauberdeck, das aus sechs Sektionen bestand. Ein permanentes Hubschrauberdeck war im Vorschiff neben den Brückenaufbauten angeordnet. Beide Decks waren für mittelschwere Transporthubschrauber des Typs Super Frelon ausgelegt.
Zur Erhöhung der Transportkapazität konnte im Welldeck ein vorübergehendes Deck für Material oder Fahrzeuge aufgebaut werden. Das zusätzliche Deck erhöhte die Transportfähigkeit auf 1.500 Tonnen, halbierte jedoch den Dockraum für die Landungsboote. Für den Materialumschlag waren zwei Schiffskrane mit jeweils 35 t SWL installiert.
Beide Schiffe konnten als Flaggschiff für amphibischen Operationen eingesetzt werden. Auf der Orage war zusätzlich ein Hospital mit 19 Betten eingerichtet. Die Schiffsbesatzung bestand aus 205 Mann und 343 Soldaten für den amphibischen Betrieb. Bei Bedarf konnten weitere 129 Personen untergebracht werden. Mit eingeschifftem Personal betrug die Seeausdauer 30 Tage.

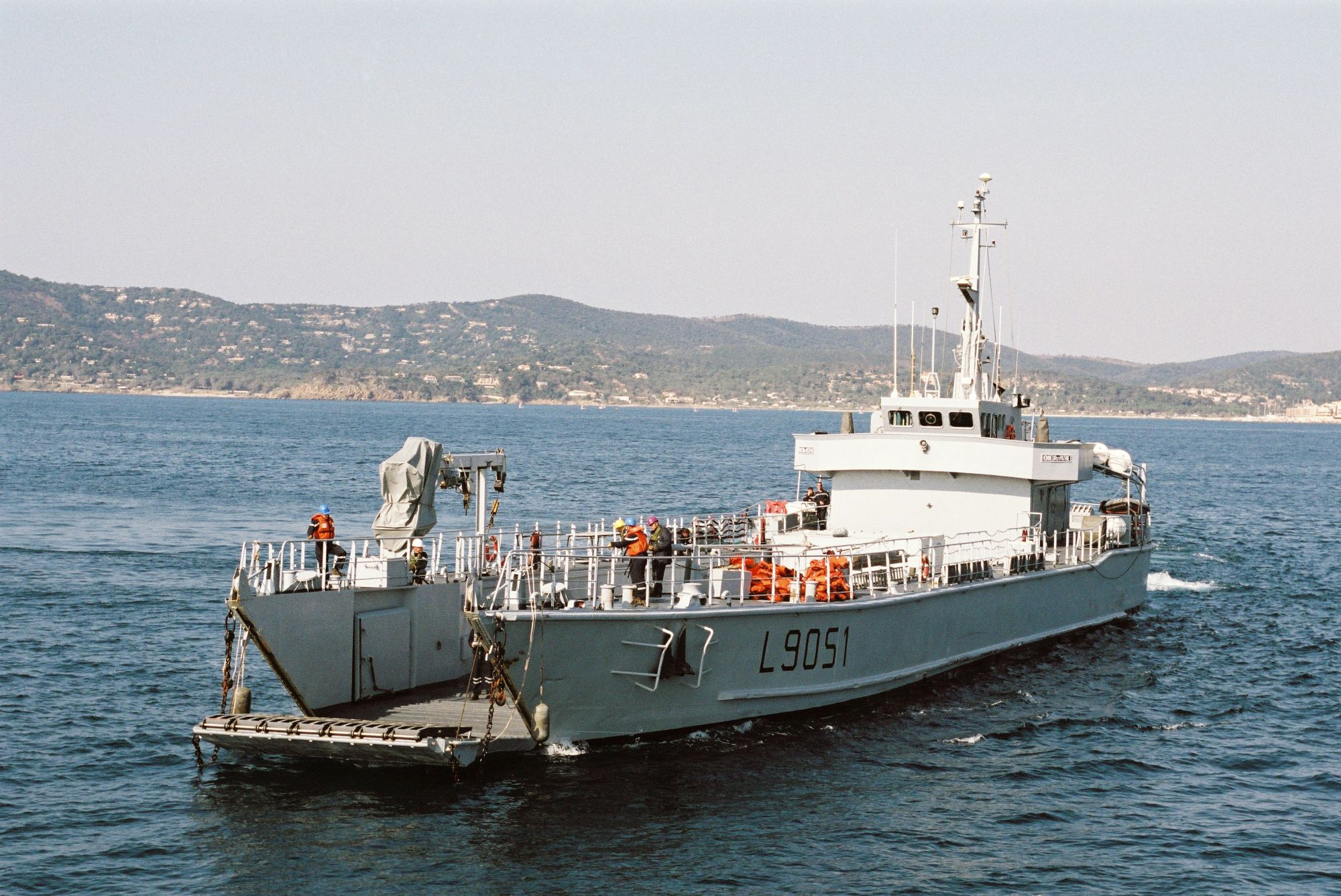
Landungsboot vom Typ EDIC
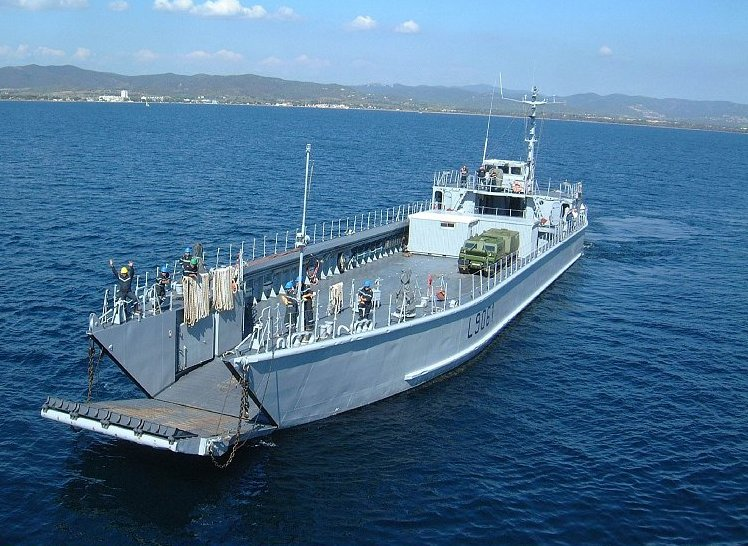
Landungsboot vom Typ CDIC
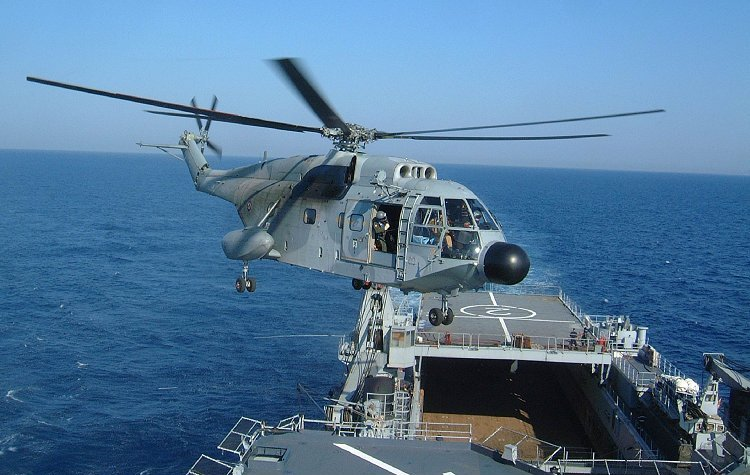
Super Frelon im Anflug auf die Ouragan

Bewaffnung
Die Bewaffnung war rein defensiv und bestand aus zwei Startern für Mistral-Flugabwehrraketen, zwei 40-mm-Flugabwehrkanonen und vier 12,7-mm-Maschinengewehren.
Antrieb
Angetrieben wurden die Docklandungsschiffe von zwei SEMT-Pielstick Schiffsdieselmotoren, die auf zwei Verstellpropeller wirkten. Die maximale Geschwindigkeit betrug 17 kn. Bei einer Reisegeschwindigkeit von 15 kn betrug die Reichweite 9.000 Seemeilen.

## Einheiten
Beide Schiffe wurden von der Direction des Constructions Navales in Brest gebaut.
| Kennung | Name                    | Stapellauf       | Indienststellung | Außerdienststellung | Status                           |
| ------- | ----------------------- | ---------------- | ---------------- | ------------------- | -------------------------------- |
| L 9021  | Ouragan (deutsch Orkan) | 9. November 1963 | 1. Juni 1965     | 29. Januar 2007     | Abbruch in Gent im Februar 2017  |
| L 9022  | Orage (deutsch Sturm)   | 22. April 1967   | 1. April 1968    | 29. Juni 2007       | Auflieger im Militärhafen Toulon |